# GOG.com

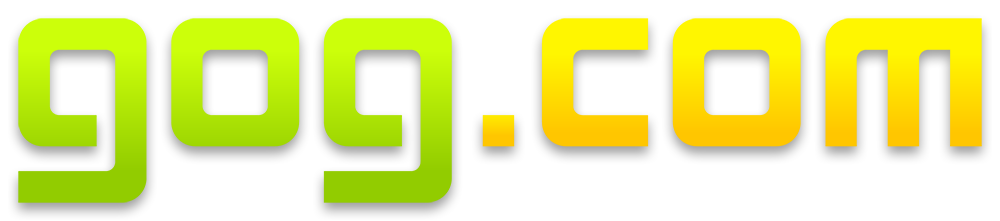
2008年から2014年までのロゴ

GOG.com (旧称 Good Old Games)はビデオゲーム及び映画のダウンロード販売プラットフォーム。

## 概要
GOGは『ウィッチャー』シリーズで有名なポーランドのゲーム会社「CD Projekt」によるゲーム配信プラットホームである。CD Projektの完全子会社である「GOG Limited」が運営しており、キプロスのニコシアに本社を置いている。OSはWindows・OS X・Linuxに対応している。
「GOG」とは「Good Old Games」の略で、その名の通り当初はレトロゲームが専門だったが、2012年3月より新作ゲームの販売も開始した。映画も配信している。
DRM-Free（DRMフリー）、Fair Price（正価での提供）、Money-Back Guarantee（30日間の返金保証）をモットーとしている。ゲーム配信プラットホームとしてはSteamに次ぐ大手の一角を占め、『ウィッチャー3』に関してはSteamよりも多く売ったという。

## 歴史

### Good Old Gamesの設立
1994年にマーチン・イウィンスキとミヒャール・キシンスキは「CD Projekt」を創業した。彼らは元々はアメリカの小売業者からゲームを輸入しポーランドで販売していた 。2008年下旬に、CD Projektは「Good Old Games」という名でGOG.comを設立した。当初の目的は現代のプレイヤーに古典ゲームをデジタル著作権管理なしで販売することであった。

### マーケティングスタンス及び再設立
2010年9月19日から22日までの間、GOG.comのウェブサイトが利用できなくなりメッセージが表示された状態となっていた他、同社のツイッターアカウントも閉鎖された 。Good Old Gamesの広報担当者はサイトは閉鎖されておらず、サービス変更に関するニュースを近日中に知らせると繰り返し述べた 。2010年9月20日に停止についての説明がサイトに投稿され、それによればサイトは「事業と技術的理由により」一時的に閉鎖をしなければならなかったと説明されていたが、業界のジャーナリストは企業のツイッターのメッセージに基づき閉鎖は同社のDRMフリー戦略に関連するものだと考えた 。2010年9月22日、GOG.comは、サイトの閉鎖が、ベータ版から正式版となったサイトの一部としてのマーケティング上の悪ふざけであることを明らかにした。サイトでは「まず第一にGOG.comの閉鎖により騙されたもしくは傷ついたと感じた全ての人々にお詫びします。小規模企業ではマーケティング予算が膨大ではないため、ウェブサイトの新しいバージョンを立ち上げに関連した大きな話題を生成する機会を逃すことはできません。さらに重要なことは『バルダーズ・ゲート』が蘇ります！」と述べられていた
このサイトは2010年9月23日に元通りになり、ウェブキャストのプレゼンテーションで概説されているように、店舗の改善と利点が追加されていた 。プレゼンテーション中、GOG.comの共同設立者マーチン・イウィンスキとマネージングディレクターのギョーム・ランブールは、罪を償うための修道士の服を着ていた 。サイトの再開により以前はGOG.comに気付かなかった新規顧客を獲得したことにより、ランブールは成功したとみなした。GOG.comは、約束していたように、再開後に以前はAtariやHasbro、およびほかの企業間で発売されていた『ダンジョンズ&ドラゴンズ』の関連ゲームの所有権間の法的問題のためにダウンロードサービスを通じて未リリースだった『バルダーズ・ゲート』『Planescape：Torment』『Icewind Dale』などの「Black Isle Studios」のゲームをいくつか提供することができた。
2012年3月27日、Good Old Gamesは過去作に加えて新たにAAA(大作級)作品と独立作品を追加すると発表した。サイトは「GOG.com」にブランドが変更された

### OS XとLinuxサポート
2012年10月、GOG.comはDRMフリーゲームをOS Xに対応すると発表された。これには以前はCD Projekt REDによって開発され以前はSteam独占だったOS X版の『ウィッチャー』と『ウィッチャー2』が含まれていた。GOG.comはコミュニティーのウィッシュリストにユーザーのフィードバックを集めた。最も要求された追加機能の1つは、「進行中」とマークされる前に1万5000票近く集まったネイティブLinuxゲームのサポートだった 。元々はGOG.comの代理人は技術的かつ運営上の問題でlinuxを対応させるのは厳しくなっていると述べた  。しかしながらLinuxを対応させることを望んでいた。2014年3月18日GOG.comは公式にLinuxのサポートを追加すると発表し、当初は2014年秋にUbuntuとLinux Mintを対応することを目標としていた。2014年7月25日、Linuxサポートが早期リリースされ、対応する50種類のゲームが発売された。発売された作品にはLinuxに新しく対応したゲームが含まれていたが、大半のゲームは既に他の配信プラットフォーム上ではLinux向けのダウンロードに対応していた。

### DRMフリー映像への拡大
2014年8月27日、GOG.comは、新サービスとしてDRMフリー映像の配信を開始すると発表した 。GOG.comは、mp4形式のDRMフリーのダウンロードと、ユーザーを特定のプラットフォームやデバイスに拘束しない標準DRMフリーHTML形式のビデオストリーミングを提供している。映画はフルHD 1080p、720p、576pで利用できる。ただし、一部の作品はフルHD 1080pに対応していない。GOG.comはインターネット文化とゲームに関する21のドキュメンタリーを追加することから始まった。 フィクション映画やシリーズを追加する計画もある。GOG.comのマネージングディレクターギョーム・ランブールによると、同社は多くの主要スタジオと話しており、スタジオの代表者はこのアイディアがに好意的だったが他の主要スタジオが最初の一歩を踏むまでは現在のDRM戦略の放棄に消極的だった。まだGOG.comは、初期の消極さを克服し、DRMフリーの映画を進展させる計画を立てている。

### ポリシー
2013年12月9日、GOG.comは購入したゲームで解決できない技術的問題に直面したユーザーに対し最初の30日間の返金保証を導入した 。2015年4月2日から、GOG.comは、DRM認証システムが動作しなくなった一部のゲームの箱入りのコピーのゲームキーの所有者にDRMフリーダウンロードを提供し始めた その例として『S.T.A.L.K.E.R.』シリーズや『Master of Orion』シリーズがある 。2016年までに80万ドル以上のゲームが購入されシステムを通じて有効化された

### GOG Galaxy
2014年6月のCD Projekt REDの企業アップデートの中で、GOG.comはSteamの様なWindows、Mac、Linuxプラットフォーム向けのクライアント「GOG Galaxy」を発表した。クライアントは店頭、ソフトウェアデリバリー、ソーシャルネットワーククライントとしてデザインされ、プレイヤーはGOG.comからゲームの購入・プレイができ、フレンドにシェアできる。ギャラクシーはオリジナルのマルチプレイヤーのAPIを含んでおり、開発者はSteam版のようにGOG.com版にも同様のマルチプレイヤー機能を含めることができる。クライアントの利用自体は任意であり、GOG.comのサイトのDRMフリーのソフトをプレイできる 。2014年10月15日、GOG Galaxyのオープンベータ版が『Alien vs Predator』のプレゼントと共に開始された 。2015年7月にGOG Galaxyのベータ版は「PC Gamer」誌によって好意的に評価され、特にSteamに比べてユーザーを重視していると指摘された 。2017年3月22日をもってベータ版は終了し、古いゲームにも対応するクラウドセーブ機能が追加された 。GOG Galaxyは現在 Microsoft Windows、macOSで利用可能になっており、Linux版への対応も予定されている

### GOG Connect
2016年6月に公開された「GOG Connect」はGOG.comとSteamの両方のアカウントを持つユーザーが、Steamで既に所持している一部のゲームをGOG.comのライブラリーの一部として追加することができる機能であり、ユーザーはDRMフリーのバージョン及びGOG.comによって提供されるボーナスアイテムをダウンロードすることが出来る。全てのゲームがConnectの対象ではなく、GOG.comが可能にするためにゲームのパブリッシャーと協力する必要がある。さらに、対象ゲームを追加できる時間は限られているが一度ユーザーがGOG.comにゲームをインポートすればライブラリに無期限に残る。

## 機能
提供されたデジタル商品（ビデオゲームや映画）はオンラインで購入してダウンロードすることができ、デジタル著作権管理なしで配布される。商品の価格帯は普通は5ドルから10ドルの間であり、特価での販売も週に数回行われる。一部の新規作品はより高い値段になる。GOG.comのデジタル商品は ギフトカードを通じて他の人に与えることができる。
ユーザーはゲームのダウンロードや起動に特別なクライアントソフトをダウンロードする必要はない が、今後消滅する予定のダウンロードマネージャー 及びGOG Galaxy clientが利用できる。ダウンロード後にユーザーは個人使用目的で複数のデバイスにソフトをダウンロードしたり、無期限に個人の外部メディアにデータを保存したり、Modやパッチを当てたり自由にソフトを使うことができるが、再販売や他人との共有は許可されていない。ソフトウェアのインストーラーは技術的にはユーザーのGOG.comのアカウントとは独立しているが、GOG.comのソフトウェア利用許諾契約(EULA)下にあり、「許諾されるもので販売されるものではない」と明記されている 。「許諾されるもので販売されるものではない」モデルはしばしばデジタル商品の所有権について巻き起こる疑問である 。欧州連合（EU）では、欧州司法裁判所は、所有権が移譲された時点での最初の販売時の著作権消尽のルールに従って、著作権者はデジタル販売されたソフトウェアの再販に反対することはできないとした。
新しいバージョンのオペレーティングシステムと現在のPCハードウェアとの互換性を確保するため、ゲームはGOG.comによってプレパッチされ、復元される。これは、そのようなゲームをオープンソースのエミュレーションやScummVMやDOSBoxのような互換性のあるソフトウェアとバンドルするか、ソースコードの適合によって実現される 。必要である場合、追加パッチが含まれており、時々ゲームコミュニティ自体からのパッチも含まれている (コミュニティ製のパッチ) 。そのような追加パッチを持つゲームの例として『Outcast』 『Dungeon Keeper 2』がある。
ゲームと共にユーザーは購入したゲームに関連する数多くの追加資料をダウンロードできる。追加資料にはゲームのサウンドトラック(一部はFLAC形式) 、壁紙、アバター、マニュアルなどが含まれている。GOG.comは全ての購入に対し完全なカスタマーサポートを提供しており、購入後30日間は返金保証される。
販促キャンペーンは定期的に開催される。キャンペーンではバンドルで購入した商品の割引が行われたり、「写真からゲームを推測する」や「特定のレベルのベストタイム」など謎のコンテストが行われることがある。また、GOG.comはレビューコンテストでゲームのプロモーションコードを提供する。

## 市場シェア
GOG.comは明白なゲーム販売数を一般的に公表しないため、デジタル販売業者の間でのGOG.comの市場シェアを考慮するのは困難であった。しかし、個々のゲーム開発者が、特定のゲームの異なるゲーム配信チャンネルでの販売実績についての内部統計情報を発表することがある。
2011年11月11日付けの記事でPC Gamerはウィッチャー2のオンライン販売の統計を報じた 。記事によれば「Direct2Drive」「Impulse」及び「Gamersgate」での合計販売数は1万本(4%) でGOG.comが4万本 (16%)を販売した 一方、Steamでは同時期に20万本(80%)が販売された
2013年2月20日、『Defender's Quest』の開発者であるラース・ドゥーセは、開発者から直接ゲームを購入してダウンロードする2つの方法を含む、4大デジタルゲームの配信企業を含む6つの異なるデジタル配信プラットフォームでゲームをリリースしてから最初の3ヶ月の収益を明らかにした。 その結果、GOG.comは収益の8.5％を生み出しており、使用されるデジタル配信プラットフォームのうち、Steamの58.6％に次いで2番目であった。 ドゥーセは、「大手デジタルゲーム販売業者にとって、GOGの地位は明らかに上昇している。直接競争の下でも、GOGはスチームと比べて14.5％の収益を上げている」と指摘した[...] Steamは熱心な支持者の専属市場を楽しんでいるが、GOGは迅速に魅力的な選択肢になりつつあり、特に反DRMの人たちの忠誠心を得ている」と述べた。
2015年9日現在, GOG.comでCD Projekt Redのゲーム『ウィッチャー3 ワイルドハント』がGOGを通じて購入された数が69万本 に上り、Steam(約58万本) と他の配信サービスを組み合わせた数よりも上回った

## 販売合意
2009年3月26日、GOG.comは、Ubisoftとの間でバックカタログからゲームを販売する契約を締結したと発表した。これはDRMフリーのダウンロードを提供する大手パブリッシャーとの最初の取引だった。GOG.comを介して販売する契約には、他のオンライン配信チャネルでは利用できなかったゲームも含まれていた。 2014年9月5日、GOG.comはCinemawareのカタログからAmigaのゲームを販売し始め、『Defender of the Crown』CrownのDefenderから販売し始めた 。これは、技術的にCinemaware自身の書かれたエミュレータ「Rocklobster」を介して可能になった。2014年10月28日、GOG.comはDRMフリーのパートナーとしてDisney Interactive / ルーカスアーツの大手パブリッシャーを確保することができた。 この新しいパートナーシップにより、GOG.comは頻繁にリクエストされたいくつかのルーカスアーツ作品を再リリースし始め 最初は6作品(『Star Wars: X-Wing』『Star Wars: TIE Fighter』『Sam & Max Hit the Road』『The Secret of Monkey Island: Special Edition』『Indiana Jones and the Fate of Atlantis』及び『Star Wars: Knights of the Old Republic』)から始まった 。2015年5月5日、GOG.comは『Pacific General』と『Fantasy General』を発売し、出版社としてGOG Ltdという名前を付けた 。同社はこれらのタイトルの著作権を取得しており、将来的にはより多くを取得する予定であることを明らかにした。 2015年8月26日、ベセスダ・ソフトワークスはid Softwareの『Doom』、『Quake』、『Fallout』（権利変更手続きの前にInterplayによってGOGで販売されていた）そして古典的なElder Scrollsの作品などがGOG.comに追加された 。GOG.comにはカタログで2000以上のDRMフリーのゲームがあり、新しいゲームは週に数回追加される。